# Љумбарда
Љумбарда (Лумбарда; алб. Lumbardh/Lumbardhi) је насељено место у општини Дечани, на Косову и Метохији. Према попису становништва из 2011. у насељу је живело 717 становника.

## Становништво
Према попису из 2011. године, Љумбарда има следећи етнички састав становништва:
| Националност | 2011.        |
| Албанци      | 716 (99,86%) |
| Бошњаци      | 1 (0,14%)    |
| Укупно       | 717          |

| Демографија | Демографија | Демографија |
| Година      | Становника  | Становника  |
| ----------- | ----------- | ----------- |
| 1948.       | 448         |             |
| 1953.       | 477         |             |
| 1961.       | 505         |             |
| 1971.       | 580         |             |
| 1981.       | 815         |             |
| 1991.       | 1.045       |             |
| 2011.       | 717         |             |

## Познате личности
- Светозар Стијовић, српски лингвиста, научни саветник САНУ